# Henning Ortmann
Henning Frederik Vilhelm Ortmann (født 16. februar 1901 i København, død 12. august 1976 i Stubbekøbing) var en dansk arkitekt.

## Karriere
Hans forældre var læge Carl Christian Edvard Ortmann og Caisa Lena født Isralsdatter. Ortmann tog præliminæreksamen 1916 og fik sin uddannelse på Det tekniske Selskabs Skole og på Kunstakademiets Arkitektskole. Han var ansat hos forskellige arkitekter i København 1922-23 og 1927-38 (Harald Lønborg-Jensen, Holger Jacobsen og Emanuel Monberg), og hos Monberg mødte han Viggo Berner Nielsen, som han i 1938 åbnede tegnestue sammen med. Samarbejdet varede til 1958, hvorefter Ortmann arbejdede solo.
Ortmann var på en del studierejser, som gik til Tyskland, Ungarn, Rumænien og Tyrkiet 1922; Frankrig og Italien 1925; Holland 1928; Tyskland, Holland, London og Paris 1931; Holland 1939 og endvidere til lokaliteter i Norden. Ortmann var medlem af Akademisk Arkitektforenings konkurrenceudvalg fra 1939 og sekretær i udvalget 1949-50. 
Henning Ortmann og V. Berner Nielsen er bedst kendt for deres ombygning af Havemanns Magasin i et funktionalistisk formsprog og med benyttelse af jernbeton, glas, chamottefliser og neonskilte. Både sammen med Berner Nielsen og senere på egen hånd fik Ortmann en række store opgaver for boligselskabet AKB. Henning Ortmanns slægtskab med en af AKBs grundlæggere, overretssagfører Frits Ortmann, var nok ikke uden betydning. De fleste af disse blokke fremstår i dag ombyggede med plasticvinduer, nye altaner etc. Ortmanns senere værker, fx Adelgården, er mindre originale og mere samlebåndsagtige.
Han blev gift 1. gang 10. juni 1929 på Frederiksberg med arkitekt Hildur Marie Müller Martens (15. juni 1903 i Bergen – ?), datter af ingeniør Frantz Martens og Sofie Bay Glatved. Ægteskabet blev opløst, og han ægtede 2. gang 8. juli 1944 i Gentofte Anna Margrethe "Grethe" Pedersen (født 19. maj 1915 i Karleby, Falster), datter af snedkermester Jørgen Peter Pedersen og Jacobine Jørgensen. 

## Udstillinger
- Charlottenborg Forårsudstilling 1944
- L'art danois contemporain, Musée de Lyon 1953 (sammen med Viggo Berner Nielsen)

## Værker
- Kanslergården, København (1936)
- Havemanns Magasin, København (1940)
- Bispevænget, København (1943)
- Engholmen (th.), København (1949)
- Adelgården, København (1972)

- Boligbebyggelsen Kanslergaarden for AKB, Borgmester Jensens Allé/Jagtvej, København (1935-36, sammen med Emanuel Monberg, vinduer ændret)

### Sammen med Viggo Berner Nielsen
- Ombygning og udbygning af Havemanns Magasin, nu Føtex, Vesterbrogade 74-76, København (1938-40, præmieret af Københavns Kommune 1941)
- Laboratorie- og folkebygninger for Øresund's chemiske Fabriker, Strandboulevarden 84, København (1938, nedrevet 1992)
- Ombygning af landstedet Folebakken, Vedbæk (1939)
- Fabrik for A/S Vesta, Vojensvej 11-19, København (1942)
- Skovlund ved Tikøb

Boligbebyggelser i København:
- Bispevænget for AKB, Tagensvej/Hovmestervej (1938-43, sammen med Emanuel Monberg)
- Blok 15 og 16, P. Knudsens Gade/Hørdumsgade, Sydhavnen (1943-47)
- Institutionen Børnegården Frederiksholm, P. Knudsens Gade (1947, præmieret af Københavns Kommune 1949)
- Højhus, butikscenter og børneinstitution i Fortunbyen for AKB, Kongens Lyngby (1949-51)[1]
- Engholmen, aldersrenteboliger for Københavns Kommune, Engholmen 4-64, Mozarts Plads 2 og Straussvej 22-26 (1946-49, præmieret af Københavns Kommune 1951)
- Kontorbygning og beboelse, Degnemose Allé, Brønshøj (1955)

### Alene efter 1958
- Oldermandsgaarden for AKB, Perlestikkervej 1-19 og 2-6 samt Landsdommervej 37-41, København (1959, ombygget 1989 af DOMUS arkitekter)
- Blåkildegård, et butiks- og kvartercenter og 400 rækkehuse, Tåstrup (1960'erne)
- Vandværket i Regnemark for Københavns Kommune (1960-64)[2]
- Adelgården, Gothersgade 52/Adelgade 1-3, København (1970-72)[3]
- Ombygning af Th. Wessel & Vetts fabrikker
- Vesterbrogade 2B for Bøgelund-Jensens Magasin
- Messens Boligmonteringshus i Købmagergade 42

### Konkurrencer
- Arbejdernes Forsamlingshus ved Gammel Kongevej (1937, 1. præmie sammen med Emanuel Monberg og Viggo Berner Nielsen)
- Arbejdernes Forsamlingshus ved Rømersgade/Linnésgade (1941)
- Arbejdernes Landsbank (1938, sammen med Viggo Berner Nielsen)
- Folkets Hus, Enghavevej (1943, sammen med Viggo Berner Nielsen)